# ГЕС Búðarháls
ГЕС Búðarháls – гідроелектростанція на південному заході Ісландії. Входить до складу каскаду у сточищі річки Тйоурсау (Þjórsá), в якому знаходиться між ГЕС Hrauneyjafoss (на лівій притоці Тйоурсау річці Тунґнаа) та ГЕС Sultartangi (розташована вже на самій Тйоурсау).
До появи станції Búðarháls, введеної в експлуатацію у 2014 році, відпрацьована на Hrauneyjafoss вода скидалась у природне русло Тунґнаа, при цьому до водосховища Sultartangalón ще залишався перепад висот 40 метрів. Для використання останнього відвідний канал перекрили кам’яно-накидною греблю висотою 25 метрів та довжиною 170 метрів. Через сотню метрів північніше починається друга гребля такої ж висоти, проте значно більшої довжини – 1100 метрів. Вона перегороджує долину правої притоки Тунґнаа річки Kaldakvísl, основний ресурс з якої раніше вже був штучно спрямований через дериваційну систему до Тунґнаа, проте провадиться перепуск певної частини води до старого русла. Ці дві споруди утворюють водосховище Sporðalda із площею поверхні 7 км2, яке займає переважно долину Kaldakvísl.
Звідси прокладено тунель довжиною 4 км, що досягає східного берега водосховища Sultartangalón, де розташований машинний зал. Останній обладнаний двома турбінами типу Каплан потужністю по 47,5 МВт, які забезпечують виробництво 585 млн кВт-год електроенергії на рік.